# Œuf mollet

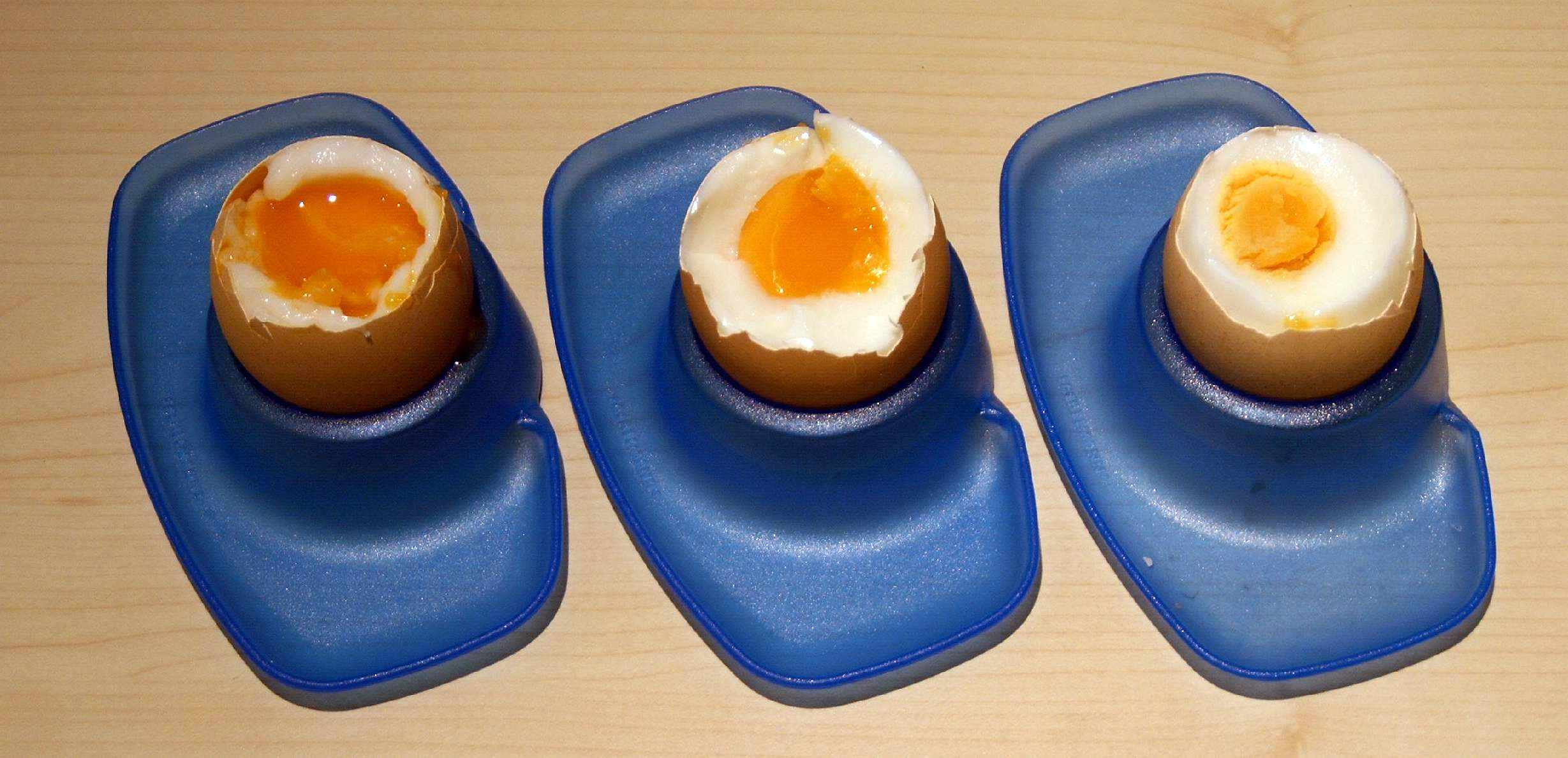
Trois degrés d'œuf mollet : de peu cuit à presque dur.

L'œuf mollet est un œuf cuit dans sa coquille plus longtemps qu'un œuf à la coque et moins longtemps qu'un œuf dur, de façon que le jaune soit mollet (coulant et souple) et le blanc ferme et coagulé ,.
Il est servi soit dans sa coquille comme un œuf à la coque, soit écalé comme un œuf poché.

## Dénomination
En français -et (féminin -ette) à la fin d'un adjectif marque la diminution: mollet de moll, mou, est donc « à peine mou », peu consistant. Pour l'œuf mollet on parle du jaune qui reste mollet, cuit comme pour les manger à la mouillette ,. L'italien, uovo bazzotto exprime bien cet état intermédiaire, bazzotto est la mi-cuisson, l'entre deux, ni dur ni flasque, pas vraiment ferme (se dit d'une érection à moitié) ,.
L'espagnol huevo mollet sont moins descriptif que huevos cocidos con la yema líquida,,. L'allemand distingue : weiche Eier (œuf moelleux qui est l'œuf à la coque), kernweiche Eier (œuf au jaune souple, l'œuf mollet) et harte dur.
Le chinois qui ne dispose pas de l'expression œuf mollet le décrit ainsi : 熟透又不老的鸡蛋 (shú tòu yòu bùlǎo de jīdàn) œuf bien cuit et pas dur (dur = vieux)... 吃起来刚刚好 (chī qǐlái gānggāng hǎo) et ajoute « il a juste bon goût »!

L'anglais n'a pas de terme spécifique, soft boiled egg veut dire aussi œuf à la coque. 

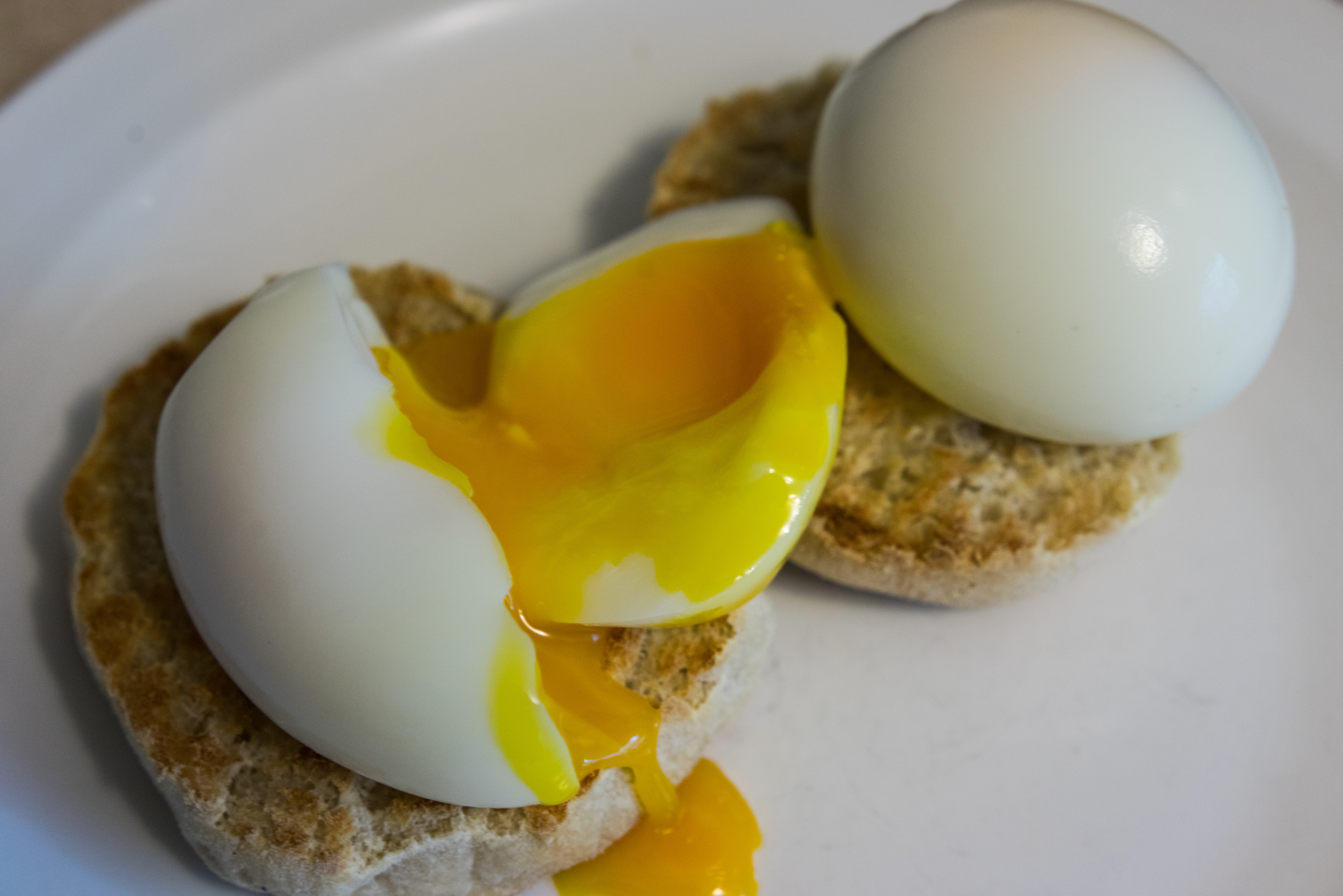
Œufs mollets sur des tranches de pain grillé.

## Histoire
Dioscoride lui consacre quelques lignes (« l'œuf mollet et tendre nourrit plus que celui qui s'avale [se gobe cru] »). Chez lui, comme dans de nombreux traités médicaux du Moyen Âge, l'œuf mollet sert comme support à l'administration des remèdes : « pour ceux qui ont le souffle court : jus de peucedanum humé en un œuf mollet » , « contre les vers : vinaigre fort administré avec un œuf mollet » (1518) , « la poudre de vernix caseosa prise en un œuf mollet arrête les vomissements » (de l'Ecluse, 1557). Fin XVIIIe siècle il est synonyme d'œuf à la coque car servi dans sa coquille. Fin XIXe siècle La clef de la Science (1874) en donne la définition : « extérieur solide, intérieur liquide », et Jules Rengade décrit sa consommation en trempant une mouillette synonyme d'œuf à la coque. En 1905, Larousse écrit « cuit pour être mangé à la coque ».
Leur entrée dans la cuisine classique est tardive, La cuisinière de la campagne (1843) qui les cuit 5 min, les écale (par ce moyen « ils sont flexibles sous le doigt ») et les sert avec sauces verte, piquante, ravigote, le meilleur est une farce d'oseille et servis en entrée. Escoffier (1912) les fait cuire 6 min avant de les mettre dans l'eau froide et les présente sur croutons, sur tartelettes, sur feuilletés ou en bordure des farces .

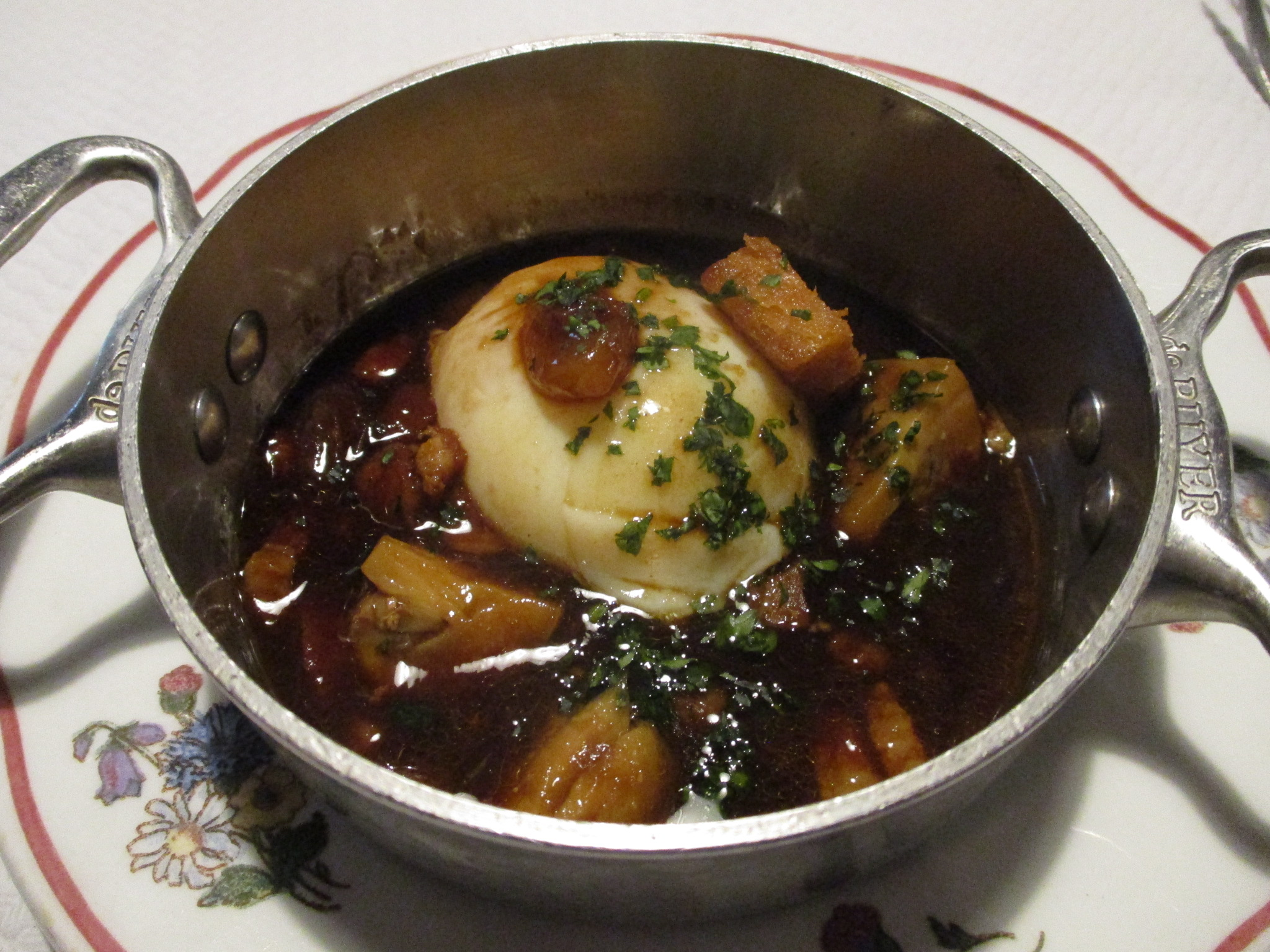
Œuf mollet en meurette.

## Cuisson

### Préalable
Escoffier (1903) traite ensemble les œufs pochés et les œufs mollets. Il pose comme préalable essentiel l'absolue fraicheur des œufs . On peut ajouter que les durées de cuisson s'entendent pour des œufs à température ambiante, soit sortis du réfrigérateur 30 min avant cuisson.

### Durée de cuisson: une vaste plage entre l'œuf mollet peu cuit et le bien cuit
La durée de cuisson de l'œuf à la coque a été étudiée en détail par les physiciens et les chimistes qui en ont décrit les paramètres dont les plus importants sont la température initiale de l'œuf, la température de l'eau, l'altitude, le volume de l'œuf (voir œuf à la coque). La thermo-coagulation du blanc d'œuf se fait à partir de 62,5 °C (145 °F), soit à une température inférieure à celle du jaune entre 65,8 °C et 71 °C (150 à 160 °F). Le blanc ferme et le jaune mollet demandent donc une température supérieure à 71 °C (160 °F) autrement dit l'œuf parfait n'est jamais mollet. La cohésion et l'élasticité du jaune d'œuf augmentent avec un température de cuisson proche de 80 °C (175 °F)  . Mais comme ces basses températures exigent des durées de cuisson très longues (une loi durée/température détermine la texture du jaune) tout un chacun cuit à l'eau bouillante. 

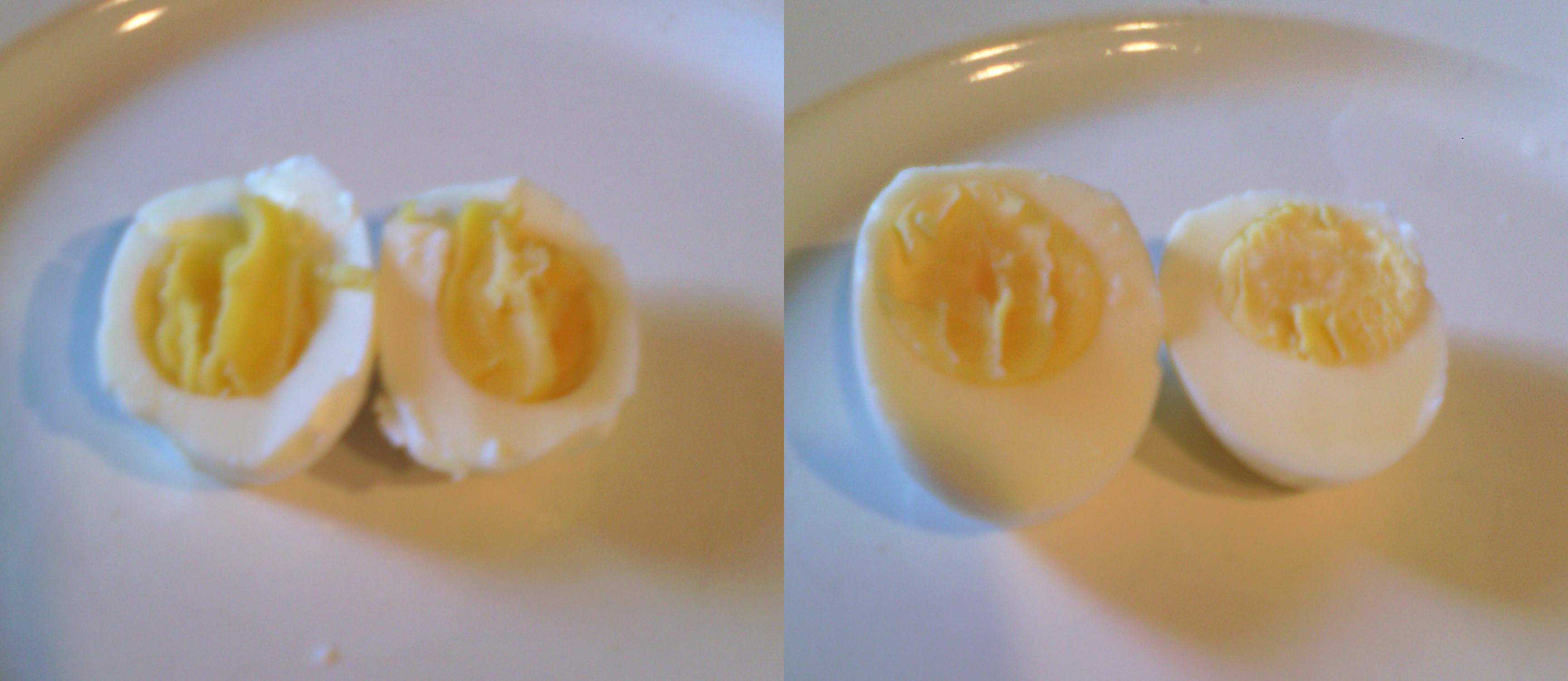
Cuisson 5 min (à gauche) et 6 min (à droite) dans l'eau bouillante : œufs mollet très cuits.

Une base de départ est de plonger l'œuf dans l'eau bouillante pendant 4 à 5 min,. Dans la mesure où l'œuf mollet est un entre deux on peut en définir des limites : un œuf mollet peu cuit commence là où se termine l'œuf cuit à la coque (passées 3 min dans l'eau frémissante) et devient un œuf mollet très cuit quand commence le monde de l'œuf dur soit au-delà de 7 min . Dans l'eau bouillante et ceteris paribus le jaune commence à durcir en périphérie à compter de 7 min, il est mi-dur à 10 min, totalement dur à 12 min .
Le Larousse Ménager (1926) est précis dans ce vaste intervalle : « Les œufs mollets doivent avoir le blanc entièrement pris, le jaune restant liquide. Pour les réussir à point, il faut les plonger [ ] dans l'eau salée (10 g par l) en pleine ébullition. Compter exactement 5 minutes depuis la reprise de l’ébullition, et plonger immédiatement les œufs à l’eau froide pour en arrêter la cuisson». Dame Pernelle, confirme : « dans la mesure où l'œuf mollet est un œuf à la coque trop cuit, le jaune reste crémeux, il faut 5 min d'eau bouillante ».

#### La cuisson au four micro-ondes
On casse délicatement un œuf dans un bol d’eau à température ambiante additionnée de vinaigre blanc (il faut 1 bol par œuf). La cuisson est de 1 min et 20 secondes au four 900 W. et le double pour 2 bols .
La cuisson au micro-ondes est celle qui porte le plus atteinte à la teneur du jaune d'œuf en acides gras polyinsaturés .

### La cuisson du jaune d'œuf

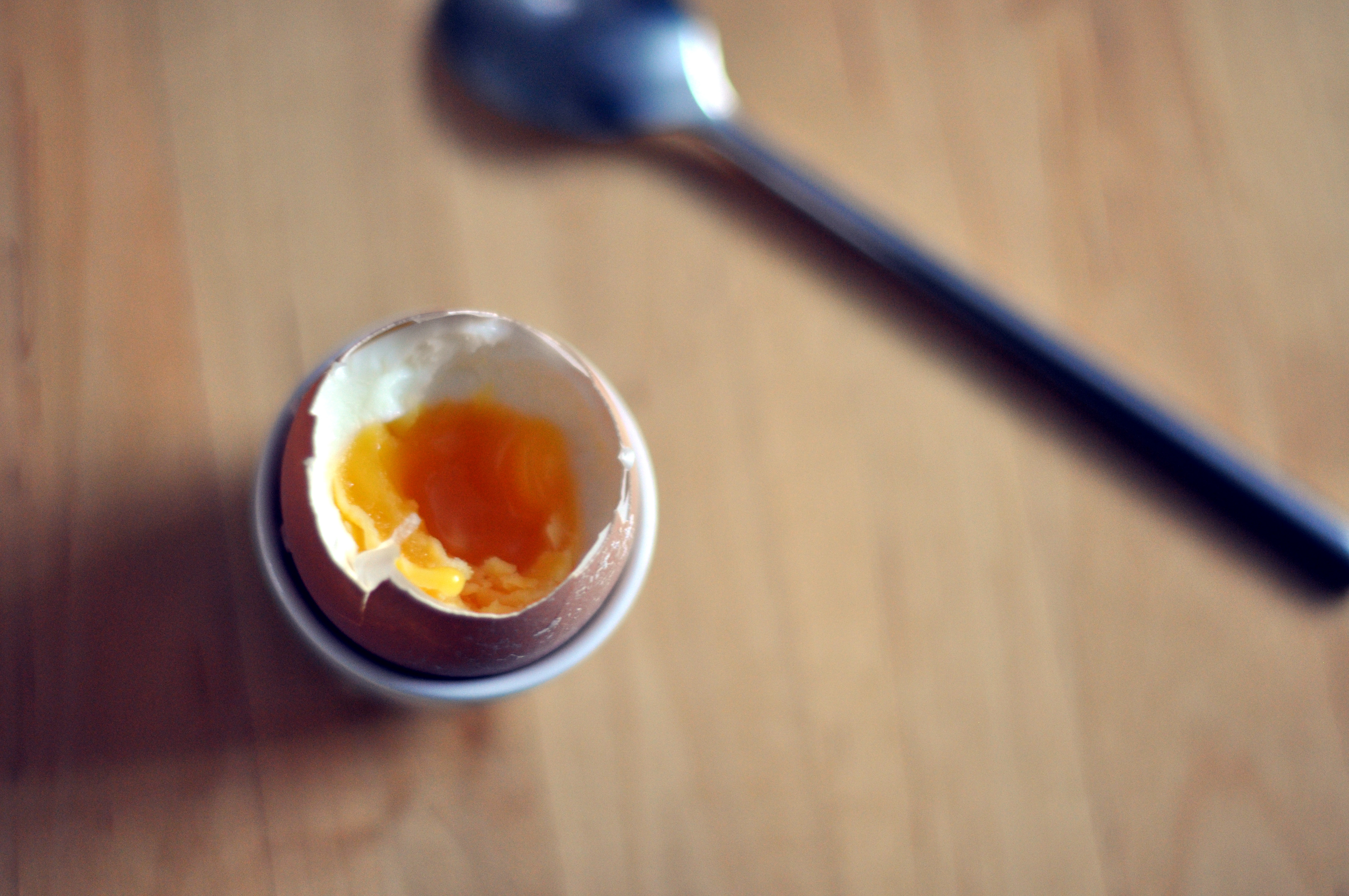
Œuf mollet déjà assez cuit en coquetier, le jaune n'est plus coulant.

D'après la définition classique la cuisson du jaune d'œuf ne doit pas être trop poussée. Déjà en 1862, Le Dictionnaire d'hygiène alimentaire note que le jaune mi-cuit se digère mieux que le jaune cru ou que le jaune trop cuit . La digestibilité du jaune d'œuf décroit avec son temps de cuisson, sans compter que la cuisson du jaune d'œuf en réduit considérablement les activités antioxydantes et les acides aminés aromatiques ,. Le jaune d'œuf (1/3 du poids liquide de l'œuf) contient toute la graisse de l'œuf, 50% des protéines et 100% des vitamines A, E et la rare D ,.
Le jaune d'œuf mollet entre dans la composition de diverses sauces froides (jaune d'œuf mollet comme liant de la sauce faite d'huile et de citron de la salade de poivrons basque), de condiments (condiment de noix).

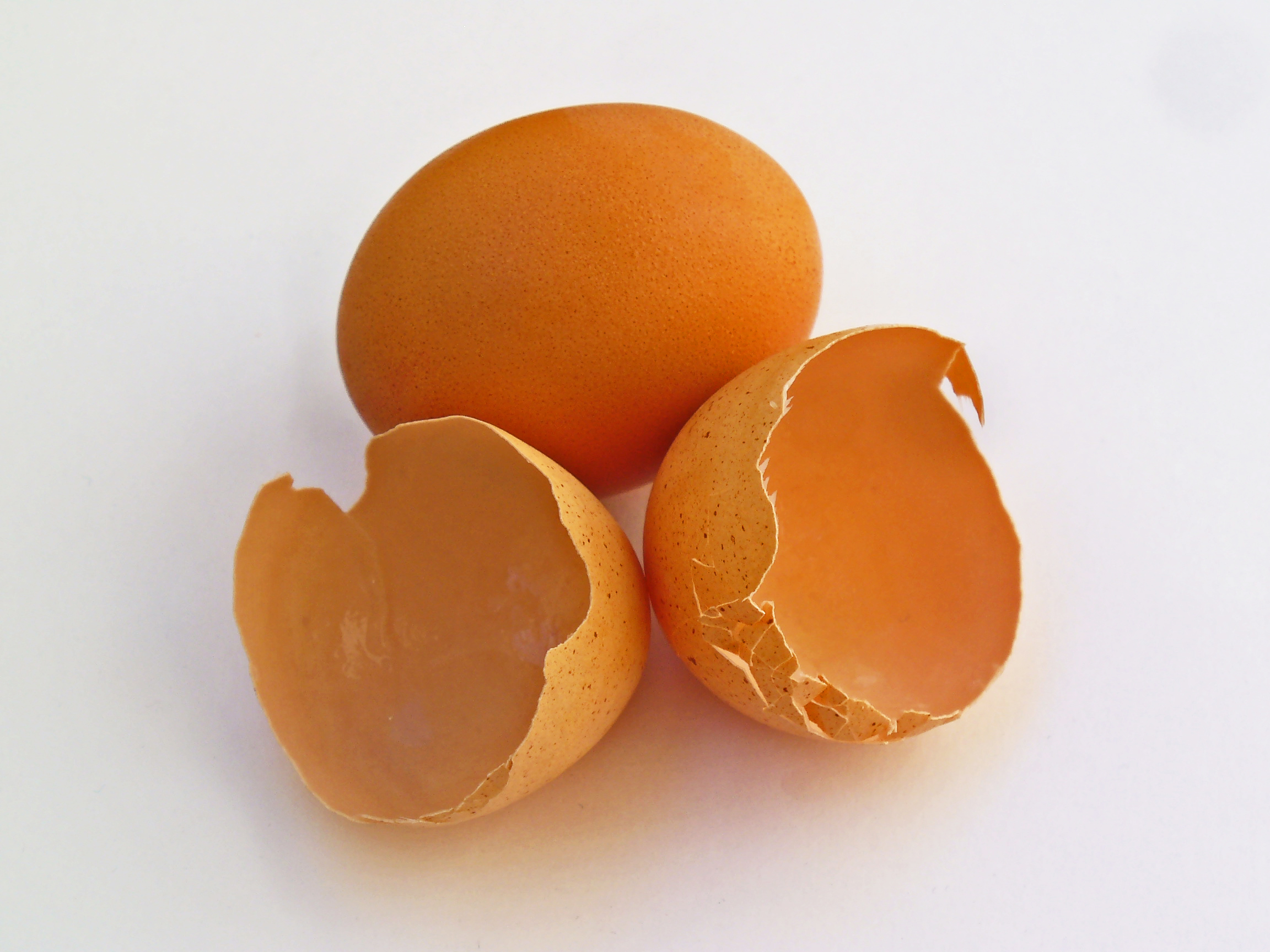
L'écalage par l'équateur de l'œuf semble plus facile.

## Écaler les œufs mollets
Le Grand dictionnaire de cuisine mentionne que les œufs frais sont difficiles à « écailler » . Écaler est le verbe correct en français (écailler se dit d'un poisson, peler d'un fruit). Si les œufs sont destinés à une préparation sans coquille, les conseils les plus fréquents sont de les cuire dans de l'eau vinaigrée, veiller à ce que les œufs mollets soient assez cuits (blanc solide) et les plonger dans l'eau froide (glacée selon certains) dès la cuisson terminée jusqu'à refroidissement,. L'ajout de bicarbonate de soude dans l'eau de cuisson rendrait l'écalage plus facile. Le plus important est de ne pas cuire des œufs trop frais si on désire les écaler, les œufs s'écalant facilement si ce sont des œufs de 3 à 4 jours ou davantage : la membrane qui sépare le blanc de la coquille est alors plus dure et adhère bien à la coquille, la coquille et la membrane sont alors facile à enlever,.
L'écalage proprement dit peut se faire soit :
- sous l'eau : briser la coquille et écaler avec les doigts en levant bien la membrane interne sous le robinet ouvert [42];
- dans l'eau : mettre l'œuf dans un bocal avec de l'eau de façon qu'il soit bien noyé dans l'eau, fermer le bocal, secouer raisonnablement, sortir l'œuf écalé [47];
- à la cuillère, briser le gros bout de l'œuf, glisser une cuillère entre l'œuf et la coquille, détacher avec soin et sans précipitation, écarter la coquille au fur et à mesure [48];
- en brisant la coquille à l'équateur, autrement dit faire rouler l'œuf en appuyant doucement dessus de façon à craqueler la coquille sur tout l'équateur de l'œuf, détacher la coquille de l'équateur vers le pôle [46].

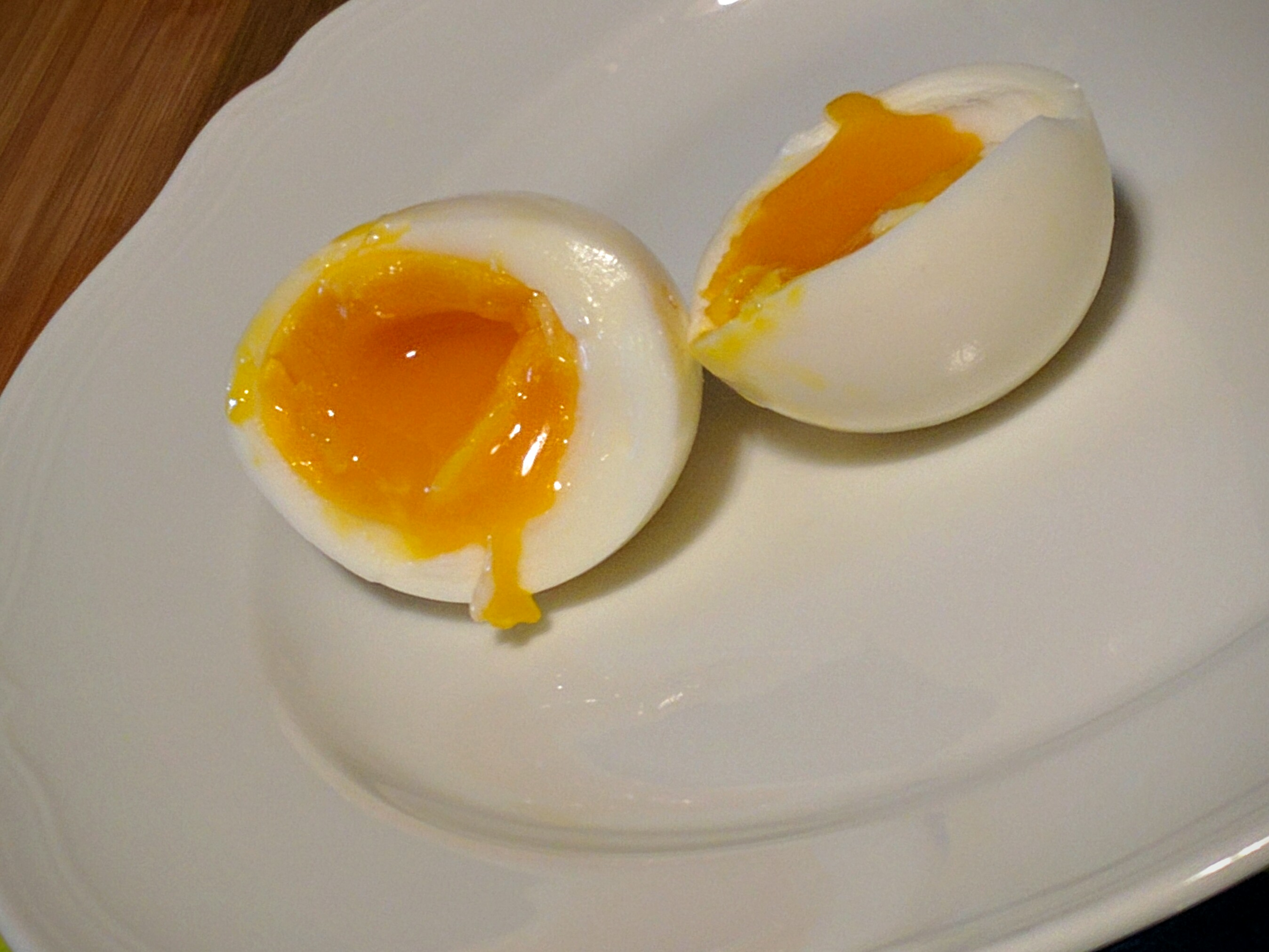
Œuf mollet.

## Préparations à base d'œufs mollets

### Grande cuisine classique
Œufs mollets à l'alsacienne (sur choucroute braisée et jambon maigre), à l'Anglaise (sur des croutons avec fromage de Chester et poivre de Cayenne), Archiduc (foie de volaille, truffe, sauce hongroise), Bénédictine (brandade de morue, truffe), Boieldieu (foie gras, truffe, jus de volaille), Bruxelloise (sur des chicons à la crème), Chantilly (purée de pois frais, crème fouettée, en bouchées), Chartres (toast, jus de veau, estragon), Normande (sur des huitres pochées), Soubise (purée d'oignon, jus de veau), Victoria (langouste et sauce homard).

### Préparations froides
- Les œufs en gelée sont des œufs mollets (ou des œufs pochés) dans une gelée de viande avec une lanière de jambon de Paris et quelques feuilles d'estragon.
- Sur fonds d'artichauts, les salades de pissenlit, de frisée aux lardons [50].

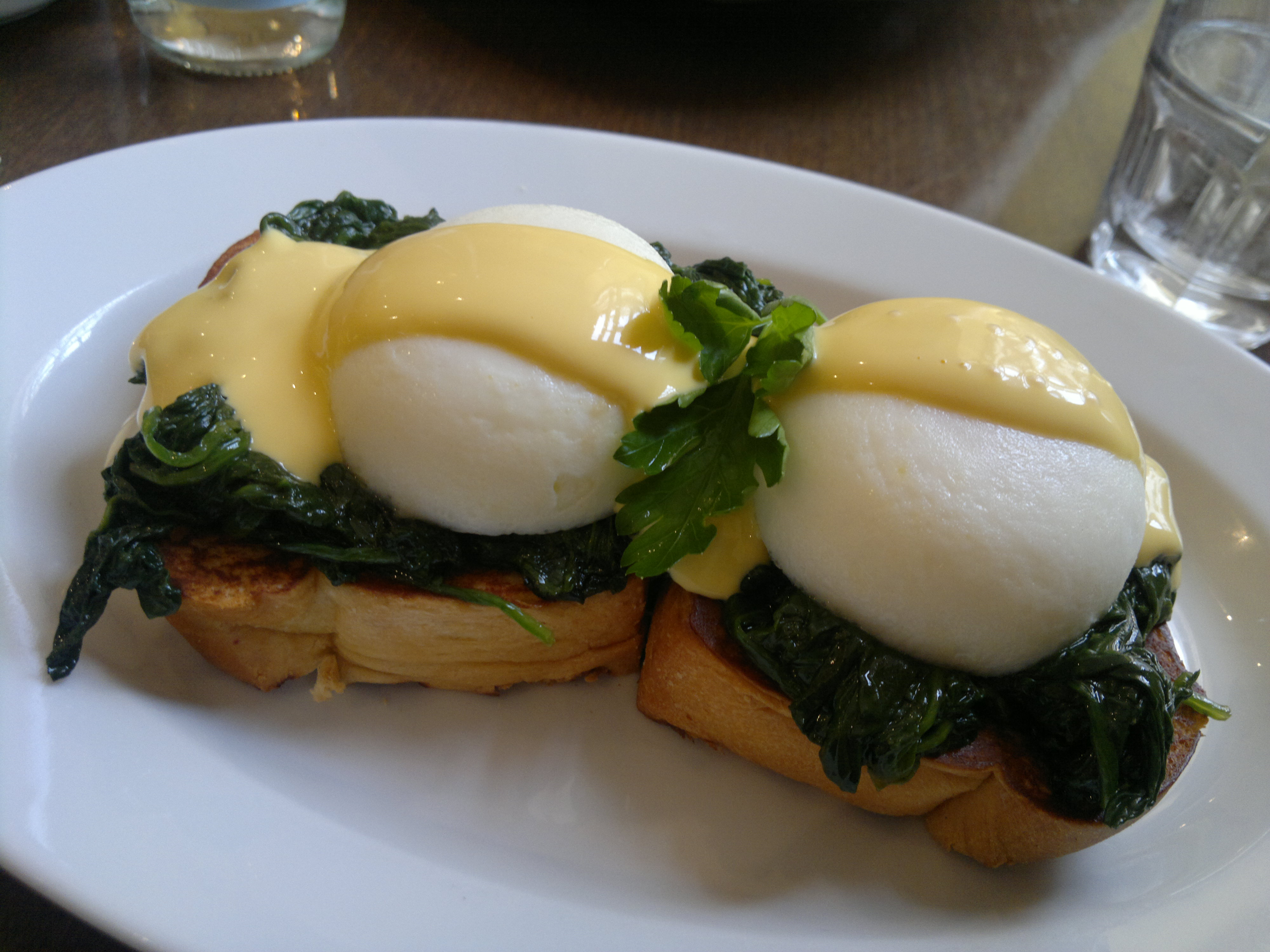
Œufs mollets florentine (épinards, hollandaise).

### Préparations chaudes
- Œufs mollets à la florentine (œufs mollets, épinards, sauce Mornay et gratinés fromage)[51].
- Uovo bazott con asparagi e besciamella di pecorino (œuf mollet sur des asperges vertes avec une béchamel au pecorino).

#### Plats d'œufs mollets ou pochés en sauce
- Les œufs mollets sont servis avec les mêmes sauces que les œufs pochés : sauce Aurore, sur pâte feuilletée, sauce béarnaise[52], sauce bourguignonne (œuf en meurette, lardon, vin rouge), sauce veloutée et cerfeuil (Œufs Floréal), sauce Hollandaise (sur du saumon), sauce crevette, etc. [53].
- Selon Tante Rosalie, les œufs mollets à la sauce blanche peuvent aussi s'accompagner d'une sauce tomate[54].

#### La sauce aux œufs à l'Écossaise
Il s'agit d'une béchamel dans laquelle on coupe le blanc d'œufs mollets (cuisson des œufs 10 min) et au moment de servir on ajoute les jaunes mollets en vermicel (passés dans un tamis sous pression). Cette sauce (Scotch egg sauce) n'a pas de rapport avec les œufs à l'écossaise, elle est la sauce classique de la morue à l'anglaise (pochée à l'eau, garnie de panais à l'eau) .

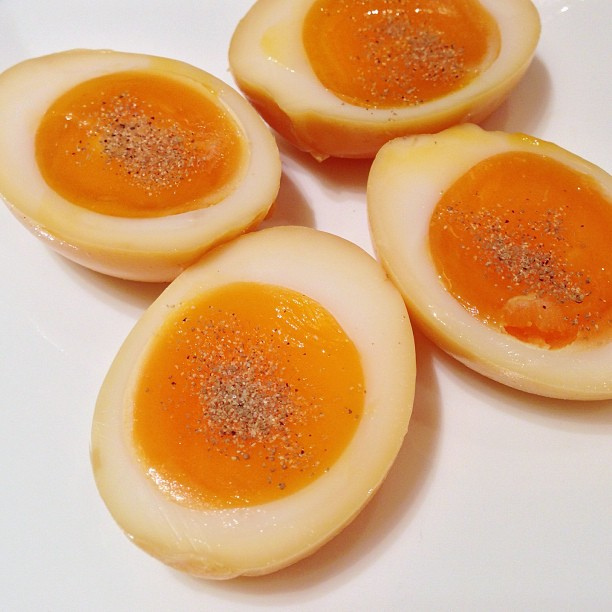
Œufs fumés.

### Œufs fumés
Les œufs fumés (au fumoir) se font à partir d'œufs mollets ou d'œufs dur, il s'agit d'une spécialité chinoise : l'œuf Xundan ,. 燻蛋 Xūn (fumée) dàn. Ils se font d'œufs de pigeon, de canard, de poule qui sont cuits mollet dans une eau épicée avec du thé noir. Après écalage ils sont marinés 12 h dans l'eau salée puis fumés[réf. souhaitée]. Ils se conservent sous vide pendant 6 mois.

### Œufs mollets marinés
Les œufs au soja sont servis en apéritif ou comme garniture: en Chine garniture de congee, au Japon de rāmen.

#### Les chinois marinés (œuf au cœur tendre)
Les 溏心鸡蛋 (táng xīn jīdàn) : œufs au cœur tendre, au cœur mou 溏心 (táng xīn) ou 滷水蛋 (lǔshuǐ dàn) (lǔshuǐ saumure et dàn œuf) sont des œufs mollets aromatisées, mangés froids. On les cuit 4 à 6 min, refroidis, écaillés et marinés à pression ambiante 24 à 60 heures (à haute pression le temps dans la marinade est considérablement réduit) dans une décoction d'eau sucrée, sauce soja et anis étoilé, parfois cannelle ,,.

Il existe une version coréenne de ces œufs marinés après cuisson, pimentée. 

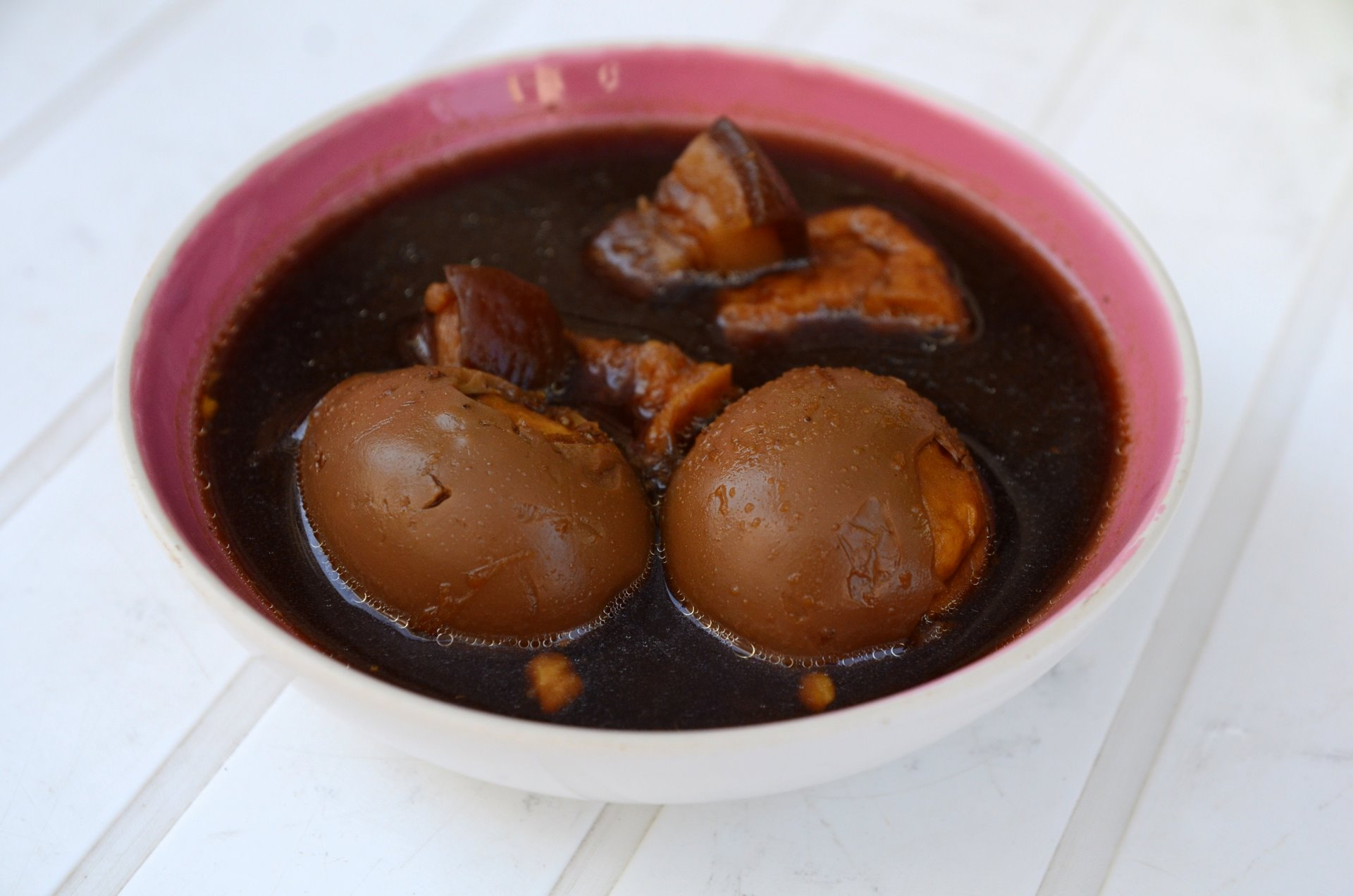
Œufs mollets marinés dans la sauce soja servis dans une soupe de viande (thaï ไข่พะโล้).

### Les oeufs mollets japonais

#### Les oeufs marinés (boules de goût)
Œufs marinés au soja, anglais soy egg, japonais 味付け玉子 (ajitsuke tamago) ajitsuke assaisonné et tamago œuf ou 味玉 (ajitama) aji goût et tama boule, sont des œufs mollets marinés dans de la sauce soja, du sucre, du mirin ou du vin de riz et autres aromates,,. L'œuf se teinte dans la marinade et donne l'impression d'être toujours dans une coquille, il s'imprègne de saveurs, celle d'anis est appréciée.

#### Les oeufs cuits à l'eau de source
On peut traduire Onsen Tamago (温泉卵) par « oeufs de source d’eau chaude ». On les connaît aussi sous le nom de « Ontama ». L’Onsen Tamago est en fait à l’origine un œuf poché lentement dans sa propre coquille dans de l’eau chaude de source volcanique.

### Au Canada

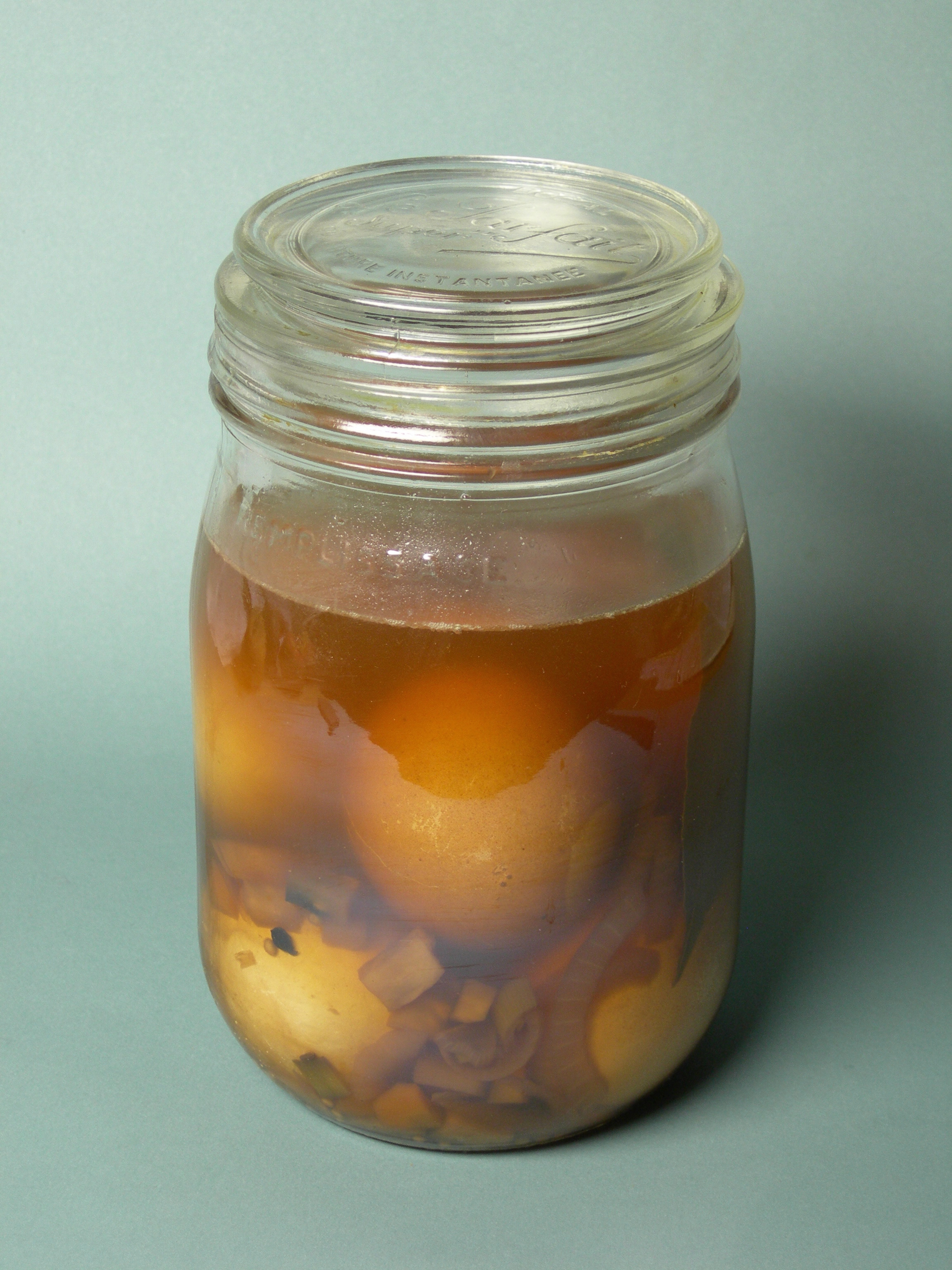
Œufs au vinaigre (aigre doux) se font d'œufs mollets bien cuits (10 min) ou d'œufs durs.

#### En saumure ou au vinaigre
L'œuf en saumure se rencontre en Allemagne (Solei) et leur version francophone est les œufs au vinaigre du Québec. Les pickled eggs sont une variante aigre douce (vinaigre, sucre, sel),. « Les œufs marinés sont les goûters des cow-boys aux États-Unis ; on les sert souvent avec une bière dans les bars » écrit Caleigh Megless qui les cuit 8 minutes et les colore à l'hibiscus .

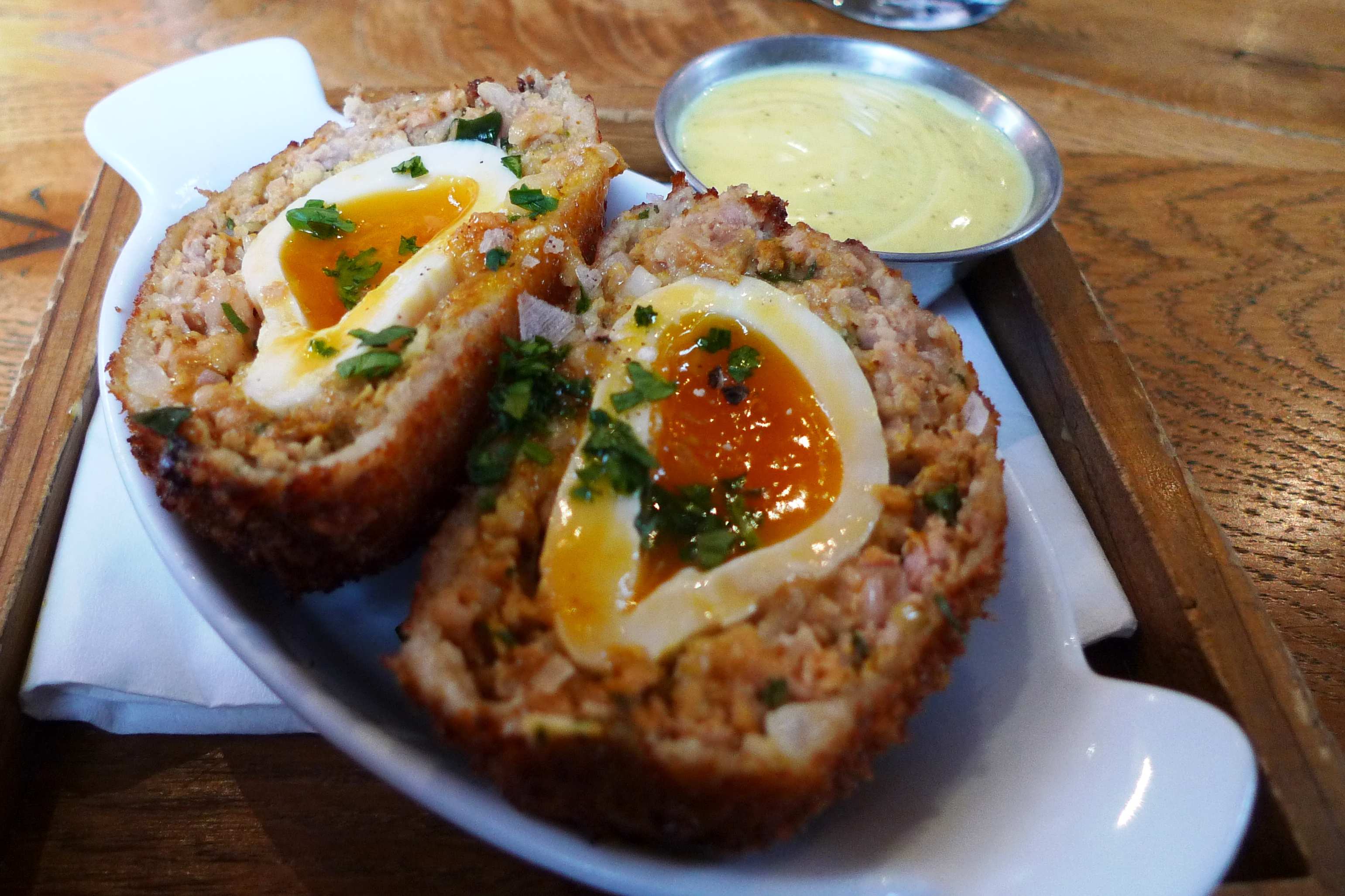
Œuf mollet à l'écossaise dans un restaurant anglais, avec coriandre.

On trouve des recettes d'œufs en saumure ou au vinaigre avec une cuisson préalable entre juste mollet (6 minutes de cuisson chez Alain Ducasse), bien cuit (10 minutes) et dur ,. La saumure en question est toujours aromatisée (badiane, muscade, moutarde, gingembre, laurier...) souvent sucrée, tantôt largement vinaigrée, tantôt bien salée ,,,. Les cuisines d'Europe du Nord aiment colorer saumure et œufs (betterave rouge, chou rouge, curry jaune), ils constituent une amusante garniture,. Ils se conservent trois semaines.
Une déclinaison typique est le scotch egg ou œuf à l'écossaise qui est un pickled egg entouré de la chair à saucisse, trempé dans l'œuf battu et roulé dans la chapelure enfin frit dans du saindoux. Ils sont servis froids. On le rencontre fait avec des œufs durs. Il connaît des variantes locales et actuelles dont le Manchester egg, le Vogelnestjes (cuisson 9 à 10 minutes) aux farces et condiments recherchés,.

## Anthologie
- «Tu es un fusilier de première classe et un solide petit gars pour ta taille, lui dit Mulvaney. Mais ta cervelle n'a jamais valu mieux qu'un œuf mollet. C'est moi qui ai à rester éveillé des nuits à réfléchir et faire des plans pour vous trois ». Kipling traduit Théo Varlet (1928).

- Proverbe : ne romps l'œuf mollet avant que ton pain ne soit prest. Autre version : rompre ne doibs un œuf mollet devant que ton pain soit bien prest [81],[82].
- « présente une céphalalgie opiniâtre qui tient de la congestion cérébrale. [ ] 8e jour, 6e de traitement. Le mieux continue, le malade demande à manger davantage : accordé un œuf mollet en sus du régime d'hier. Pendant quatre jours le malade consent à rester à l'hôpital ; il est soumis au régime maigre [ ]. Il force la main pour sa sortie, de guerre lasse on la lui accorde, en lui faisant la prédiction d'un retour prochain. 1re rechute. Après douze jours de sortie ; il nous revient dans l'état suivant : retour complet de la maladie datant de deux jours, mais selles mal réglées, coliques éphémères, la figure est plombée, plus altérée qu'à la première atteinte, l'embonpoint diminué, la faiblesse de beaucoup accrue, la peau jaune-verdâtre, le pouls lent, inégal et enfoncé ; il y a des vomissements...». Essai sur la névralgie du grand sympathique par Alexandre Ségond - 6éme observation - Grenadier Pérard 34 ans [83].